# Jandaia-de-testa-vermelha

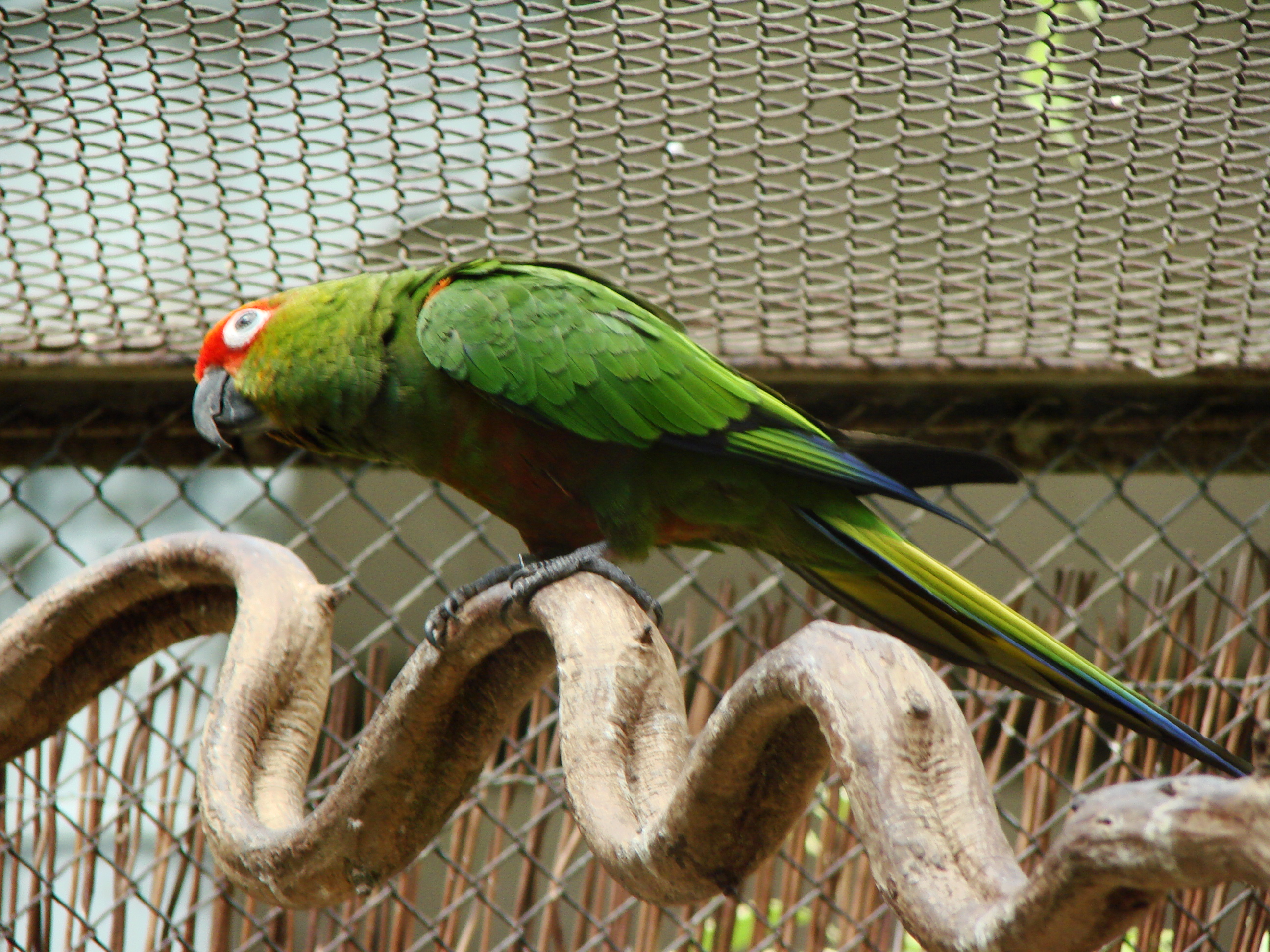
Exemplar exposto no Jardim Zoológico de Breslávia, na Polônia

Jandaia-de-testa-vermelha (nome científico: Aratinga auricapillus) também conhecida popularmente como jubacanga e ajurujubacanga, é uma ave da família dos psitacídeos (psittacidae) do Brasil e Paraguai. Os seus habitats naturais são: floresta subtropical ou tropical seca, floresta tropical e subtropical úmida, savana seca e plantações. Está ameaçada por perda do habitat. A jandaia-de-testa-vermelha é um bom indicador biológico devido à sua vulnerabilidade, alta detectabilidade e sensibilidade à fragmentação florestal.

## Descrição
A jandaia-de-testa-vermelha tem 30 centímetros (12 polegadas) de comprimento e é principalmente verde com um bico preto, olhos brancos, barriga vermelho-alaranjada e rosto vermelho desbotando para amarelo sobre a coroa. Os membros juvenis do grupo desenvolvem suas marcas amarelas na cabeça e coloração vermelha na parte inferior do corpo na idade adulta. Seu peso aproximado é de 4,9 oz (0,139 kg) - 5,25 oz (0,149 kg).

## Taxonomia
O nome do gênero Aratinga foi criado para descrever periquitos e papagaios sul-americanos de médio a pequeno porte. Dentro do grupo de espécies jandaia-amarela, a jandaia-de-testa-vermelha é o único membro considerado politípico: é dito conter a subespécie A. a. aurifrons. A variável medida para esta base é a coloração ligeiramente variada entre os dois (menos vermelho no dorso e amarelo na cabeça para A. a. aurifrons do que para A. auricapillus). Outras variáveis, como tamanho, apresentaram pouca variabilidade entre os dois e, portanto, a distinção ainda está em questão.

## Comportamento
Como membros da subespécie Aratinga solstitialis, as jandaias-de-testa-vermelha tendem a povoar suas áreas de residência dentro de florestas em grupos, que podem variar de 4 a 15 indivíduos. A época de reprodução ocorre durante o verão austral, que no hemisfério sul é de dezembro a março, com pares sendo avistados em novembro e filhotes dependentes em março. Jandaias-de-testa-vermelha têm um tamanho de ninhada de cerca de 3 a 5 ovos por nidificação; o período de incubação desses ovos é estimado em cerca de 25 dias, e os filhotes levam cerca de 7 a 8 semanas antes de poderem voar.

## Habitat
A jandaia-de-testa-vermelha habita principalmente as florestas semidecíduas do nordeste do Brasil, embora ao longo do tempo tenha se adaptado às áreas agrícolas rurais e às vezes até às cidades, espalhando-se pelos estados da Bahia, Minas Gerais, Espírito Santo, Rio de Janeiro, São Paulo, Goiás e Paraná.

## Dieta
O comportamento alimentar da jandaia-de-testa-vermelha é classificado como frugívoro. No entanto, tem outras fontes de alimento, incluindo sementes, pétalas e botões de flores, néctar e líquens. Durante um estudo de 2010 a 2012 sobre os hábitos alimentares das jandaias-de-testa-vermelha, observou-se que os pássaros ignoravam principalmente o exocarpo e o mesocarpo ou as camadas externas dos frutos para comer as sementes dentro. Entre os alimentos ingeridos, os pesquisadores observaram que comiam vários materiais vegetais de mutamba (Guazuma ulmifolia), milho (Zea mays), paineira (Ceiba speciosa), goiabeira (Psidium guajava), amendoim-bravo (Pterogynes nitens) e cinamomo (Melia azedarach). Além disso, a crescente paisagem antropogênica em torno do habitat da jandaia-de-testa-vermelha levou a um aumento no consumo de sementes e frutas exóticas cultivadas, incluindo cítricos, mamão, manga e milho.

## Conservação
Embora observado em declínio devido ao desmatamento com base em dados registrados nas áreas afetadas, as jandaias-de-testa-vermelha são mais comumente encontrados fora das florestas primárias e têm uma distribuição populacional em toda a Guiana, Brasil e Paraguai. Durante um levantamento publicado em 2018 de espécies de aves locais em Minas Gerais, no Brasil, receberam uma Frequência de Ocorrência “Frequente” em toda a região, e outros levantamentos relatando avistamentos no Parque Nacional da Chapada Diamantina e na Serra de Ouricana revelaram que a pequena população de jandaias-de-testa-vermelha consegue relativamente manter seus números. Os esforços de conservação direcionados às jandaias-de-testa-vermelha e à proteção de seu habitat também ajudaram a retardar o declínio, mas uma preocupação contínua com a possibilidade de caçadores furtivos que capturam pássaros exóticos como animais de estimação e a perda de habitat para gado, café, cana-de-açúcar e fazendas de soja mantém a espécie na categoria “quase ameaçada” na Lista Vermelha da União Internacional para a Conservação da Natureza e dos Recursos Naturais (UICN / IUCN). Em 2005, foi classificada como vulnerável na Lista de Espécies da Fauna Ameaçadas do Espírito Santo; em 2014, como pouco preocupante no Livro Vermelho da Fauna Ameaçada de Extinção no Estado de São Paulo; e como Lista Vermelha do Livro Vermelho da Fauna Brasileira Ameaçada de Extinção do Instituto Chico Mendes de Conservação da Biodiversidade (ICMBio).